# Sweetnighter
Sweetnighter ist das dritte Studioalbum von Weather Report. Das Album erreichte 1973 Platz 2 der Billboard Jazz Charts; nach seiner Veröffentlichung wurde die Formation im Leserpoll des Down Beat als „Jazzgruppe des Jahres“ gewählt.

## Entstehungsgeschichte
Anfang 1973 hatte die Band Weather Report zwar künstlerischen Erfolg, doch der kommerzielle Durchbruch blieb aus. Konzerte der Band waren – je nach Tagesform – entweder überragend oder verpufften trotz interessanter Sounds, da die Stücke der Band bisher eher als Vehikel für kollektive Improvisationen dienten. Daher wurde entschieden, die Band stärker in eine kommerzielle Richtung zu drehen. Joe Zawinul schlug vor, für das nächste Album Stücke als Grundlage zu nehmen, die Funk und Groove betont waren.
Wayne Shorter und Miroslav Vitouš waren offenbar bereit, eine solche Änderung zuzulassen. Zawinul hatte daher auf Sweetnighter einen großen Einfluss. Er schrieb die Hälfte der Stücke und arrangierte auch Stücke von Shorter. Zawinul holte für die Plattenaufnahme weitere Musiker wie den Schlagzeuger Herschel Dwellingham und den Multiinstrumentalisten Andrew White, der sowohl bei Fifth Dimension als auch bei Stevie Wonder durch einen funkorientierten Bass aufgefallen war.  Das Album, das nach einer Wayne-Shorter-Komposition benannt wurde, wurde mit wechselnden Besetzungen (vom Quintett bis zum Oktett) zwischen dem 3. und 7. Februar 1973 von Phil Giambalvo im Connecticut Recording Studio in New Haven aufgenommen.
Mit seinen Beiträgen begann Zawinul, Weather Reports Musik von Kollektivimprovisationen hin zu strukturierten Kompositionen mit Betonung auf Rhythmus, Groove und Funk zu lenken. In Interviews sagte Zawinul später, er habe mit den Stücken „125th Street Congress“ und „Boogie Woogie Waltz“ den Hip-Hop-Beat erfunden. Neben diesen beiden Stücken enthält Sweetnighter durchaus auch Stücke, die eher an die vorhergehenden Alben erinnern.

## Rezeption
Im Down Beat wurde Sweetnighter als so zentral angesehen, dass es in der gleichen Ausgabe mehrfach besprochen wurde. Joe Klee, der dem Album die Höchstnote (fünf Sterne) gab, stellte heraus, dass Weather Report zwar nicht die erste Band mit mehreren Perkussionisten war, aber die erfolgreichste. Das Team Grávátt, Dwellingham, Romão, Muruga produziere mehr als Polyrhythmen: Es spiele Perkussion mit der gleichen Intensität und Frische, wie sie Shorter auf seinen Hörnern, Zawinul auf seinen Keyboards und Vitouš auf dem Bass erzeuge. Dagegen gab Will Smith Sweetnighter nur drei Sterne und meinte, dass das Album ähnlich wie seine beiden Vorgänger zwar nett sei, aber nicht wirklich überzeugen könne. Trotz des Grooves bringe die Band zu wenig mit.
Richard S. Ginell bewertet auf Allmusic das Album mit 4,5 von 5 Sternen und schreibt „Das Verschwinden des lockeren Ensemble-Zusammenspiels wird durch die Zunahme des rhythmischen Drucks mehr als aufgewogen“. Hernan M. Campbell bewertet auf sputnikmusic.com Sweetnighter mit 4,5 von 5 Punkten als „superb“ und fasst seine Rezension zusammen mit „Sweetnighter lässt all die Avantgarde-Tendenzen seiner Vorgänger hinter sich und legt den Schwerpunkt auf mehr jubilierende Musik“.
Die Kritiker Richard Cook und Brian Morton, die in The Penguin Guide to Jazz das Album mit der zweithöchsten Note von 3½ Sternen bewerteten, bezeichneten Sweetnighter als ein Werk der „Konsolidierung“ und hoben in diesem Zusammenhang den Boogie Woogie Waltz hervor, der (vor Erscheinen von Birdland 1977) die zugänglichste Komposition der Band war, außerdem den stärker zutage kommenden Aspekt der Postproduktion, was vor allem „den saftigen Nachhall der Keyboards und der Perkussion“ betreffe. Dies brachte den Gruppensound auf eine solidere Basis und war dafür verantwortlich, dass fortan die besten Produktionen der Band im Studio gelangen. Boogie Woogie Waltz und 125th Street Congress gingen anscheinend aus Jamsessions hervor, was ein hypnotisches Gefühl bewirkte; Miroslav  Vitouš’ Will sei eine besonders schöne Komposition, die um Zawinuls Piano-Licks kreise.

## Titelliste
1. Boogie Woogie Waltz (J. Zawinul) – 13:06
2. Manolete (W. Shorter) – 5:58
3. Adios (J. Zawinul) – 3:02
4. 125th Street Congress (J. Zawinul) – 12:16
5. Will (M. Vitouš) – 6:22
6. Non-Stop Home (W. Shorter) – 3:53